# Elif Doğan
Elif Doğan (* 6. September 1994 in Istanbul) ist eine türkische Schauspielerin.

## Karriere
Als Doğan die Universität Istanbul in Musikwissenschaft absolviert hatte, begann sie ihre Karriere in der Fernsehserie Aşk Laftan Anlamaz. Danach spielte sie in der Serie Hayat Bazen Tatlıdır. Als Nebenrolle wurde sie in der Serie Çukur gecastet. Ihre erste Hauptrolle erhielt Doğan in Darısı Başımıza. 2020 erlangte sie weitere Bekanntheit in der Serie Gençliğim Eyvah.

## Filmografie
Filme
- 2016: Kayıp İnci
- 2017: Bezmi Ezel
- 2020: Aşk Tesadüfleri Sever 2

Serien
- 2016: Aşk Latfan Anlamaz
- 2016–2017: Hayat Bahen Tatlıdır
- 2017–2018: Çukur
- 2019: Zengin ve Yoksul
- 2020: Gençliğim Eyvah
- 2021: Aynen Aynen
- 2021–2022: Destan

## Diskografie
- Bir Rüya Gördüm (mit Nesrin Cavadzade)